# Muswell Hillbillies
| 전문가 평가                       | 전문가 평가  |
| 평가 점수                         | 평가 점수    |
| 출처                              | 점수         |
| --------------------------------- | ------------ |
| AllMusic                          | [ 2 ]        |
| Blender                           | [ 3 ]        |
| Christgau's Record Guide          | B+           |
| Drowned in Sound                  | 10/10        |
| Pitchfork                         | 8.9/10       |
| Rolling Stone                     | (favourable) |
| The Encyclopedia of Popular Music | [ 8 ]        |

《Muswell Hillbillies》는 영국의 록 밴드 킹크스의 열 번째 스튜디오 음반이다. 1971년 11월 24일에 발매된 이 밴드의 첫 번째 RCA 레코드 음반이었다. 이 음반의 이름은 밴드 리더 레이 데이비스와 기타리스트 데이브 데이비스가 성장하고 1960년대 초에 밴드가 결성된 노스런던의 머스웰 힐 지역에서 따왔다.
이 음반은 많은 노동자 계층 인물들과 그들이 경쟁해야 하는 스트레스를 소개한다. 잘 팔리지 않았지만 비평가들의 찬사와 지속적인 팬들의 감사를 받았다.

## 녹음
《Muswell Hillbillies》는 RCA 레코드를 위한 이 밴드의 첫 번째 음반으로, 그들의 이전 녹음은 파이 레코드 (미국의 리프리즈 레코드)로 발매되었다. 그들의 파이/리프리즈와의 계약은 같은 해에 만료되었다. 이 음반은 1971년 8월과 10월 사이에 런던의 모건 스튜디오에서 새로운 브라스 섹션인 마이크 코튼 사운드를 사용하여 녹음되었으며, 여기에는 트럼펫에 마이크 코튼, 트롬본과 튜바에 존 비챔, 클라리넷에 앨런 홈즈가 포함되었다.

## 커버 아트
앞면 커버 사진은 로드 샤인이 (머스웰 힐에서 2마일 이상 떨어진) 아치웨이의 펍인 아치웨이 선술집에서 찍은 것이다. 머스웰 힐로 가는 길을 알려주는 표지판 아래 띠를 보여주는 뒷면 커버 사진은 하이게이트의 캐슬 야드와 사우스우드 레인이 교차하는 지점에 있는 작은 교통섬에서 찍혔다.

## 곡 목록
모든 곡들은 레이 데이비스에 의해 작사/작곡하였다.
| #  | 제목                                   | 재생 시간 |
| -- | -------------------------------------- | --------- |
| 1. | 〈20th Century Man〉                   | 5:57      |
| 2. | 〈Acute Schizophrenia Paranoia Blues〉 | 3:32      |
| 3. | 〈Holiday〉                            | 2:40      |
| 4. | 〈Skin and Bone〉                      | 3:39      |
| 5. | 〈Alcohol〉                            | 3:35      |
| 6. | 〈Complicated Life〉                   | 4:02      |

| #  | 제목                             | 재생 시간 |
| -- | -------------------------------- | --------- |
| 1. | 〈Here Come the People in Grey〉 | 3:46      |
| 2. | 〈Have a Cuppa Tea〉             | 3:45      |
| 3. | 〈Holloway Jail〉                | 3:29      |
| 4. | 〈Oklahoma U.S.A.〉              | 2:38      |
| 5. | 〈Uncle Son〉                    | 2:33      |
| 6. | 〈Muswell Hillbilly〉            | 4:58      |